# Paschatherium
Paschatherium es un pequeño mamífero extinto de orden de los condilartros, con una dentición como la de un insectívoro. Su morfología indica una anatomía arbórea, adaptada a trepar a los árboles. Se cree que Paschatherium debió haber sido muy numeroso en el Paleoceno tardío y el Eoceno temprano en Europa, ya que en este continente se encuentra la mayor parte de todos los fósiles de mamíferos.
Paschatherium ha sido comnsiderado como un ancestro de los modernos elefantes, vacas marinas y damanes. Sin embargo, un análisis cladístico de 2014 lo coloca entre los perisodáctilos troncales.